# 최하나 (성우)
최하나(1981년 2월 4일~)는 대한민국의 성우이다. 2003년 KBS 30기 공채 성우로 데뷔했다. 남편은 성우 곽윤상이다.

## 출연 작품

### 애니메이션
- 명탐정 코난 (애니메이션) (14기) (투니버스) - 정두나
- 일하는 세포(애니맥스) - 자연 살해(NK) 세포
- 오토마을 붕붕친구들(KBS) - 마리아
- 마스터 햄스터 장인(재능방송) - 가우디
- DARKER THAN BLACK -흑의 계약자-(애니맥스) - 이시자키
- 가이킹(재능방송) - 셀레나(후지야마 시즈카)
- 스모모모모모모 ~지상최강의 신부~(애니박스) - 마모루/아키요/소녀/여학생/카메다 이나호
- 아쥐르와 아스마르(KBS) - 소년 아스마르
- 헬싱(Original Video Animation(OVA), 애니박스) - 여왕/조린
- 데스노트(애니원, 챔프, 애니박스) - 키요미
- 건퍼레이드 오케스트라(애니맥스) - 후카자와 마사토시
- 금색의 코르다 ~primo passo~(애니맥스) - 나오
- 포켓몬스터 불가사의 던전 ~출동 포켓몬 구조대 파이팅즈~(VOD) - 파이리/캥카 아줌마
- 동글동글 문어빵맨(재능방송) - 미라 아줌마
- 조이드 제네시스(애니원, 챔프) - 사이고
- 택틱스(애니맥스) - 옆집 아줌마(8화)
- 인조곤충 버그파이터(KBS) - 어영재/마담 제니퍼/준서
- 베이브 마이러브(애니맥스) - 카타쿠라 미사코
- 철인버디(애니맥스) - 츠토무 엄마
- 조이드 퓨저스(애니원, 챔프) - 산드라
- 마법전사 라이너(KBS)
- 완소! 퍼펙트 반장(챔프TV) - 가희
- 해피해피 클로버(챔프, 애니원, 애니박스) - 총총
- 헷지(Over The Hedge, KBS, 특선만화) - 글래디즈(앨리슨 제니)
- 부릉부릉 친구들(재능방송) - 칼리
- 피치피치핏치 시리즈(애니원, 챔프) - 미켈/게/아나운서
- 천하무적 아머히어로 (재능TV) - 벨여사(김미숙)
- 마다가스카의 펭귄 (Nick) - 말린
- Yes! 프리큐어5 gogo! (챔프) - 시럽
- 라이브온 카드리버 (재능TV) - 페달
- 아쥐르와 아스마르 (KBS) - 소년 아스마르
- 도기 파라다이스 (KBS)
- 위스컬 삐요 (투니버스) - 미오
- 어떤 마술의 금서목록 (애니맥스) - 루치아 / 후키유세 세이리 / 쉐리 크롬쉘
- 닌자의 왕 (애니맥스) - 요이테
- 그녀는 매직걸 (애니맥스) - 요시카와 치아키
- 베이브 마이 러브 (애니맥스) - 카타쿠라 미사코
- 만능 비리몽 (재능TV) - 엄마
- 캐릭캐릭 체인지 (애니원) - 루이,조연 다수
- 천계왕자 칭칭 (재능TV) - 사탄 마리아
- 노다메 칸타빌레 (애니맥스) - 미카
- 택틱스 (애니맥스) - 옆집 아줌마
- 파이 브레인 - 신의 퍼즐 (재능TV) - 노하나
- 브링큰 (재능TV) - 알론
- 꼬마버스 타요 (EBS) - 하나 / 레이
- 트리푸톰 (EBS) - 아리엘라
- 깨미탐험대 (MBC)
- 강 매승워스드 (카툰네트워크) - 벰버
- 빠샤메카드 (MBC) - 나찬
- 프라우드 패밀리: 라우더 앤 프라우더 (디즈니+) - 트루디 프라우드, 다조네이, 마야, 버퍼리나
- 극장판 헬로 카봇: 옴파로스 섬의 비밀 - 에이샤크
- 인사이드 아웃 2 - 라일리 엄마. 라일리 엄마의 버럭

### 영화
- 화이트 마사이 (KBS)
- 꼬마 니콜라 (KBS) - 외드 (벤자민 에비아티)
- 극장판 헬로 카봇: 옴파로스 섬의 비밀 - 에이샤크
- 모범시민 (KBS) - 케리(레지나 홀) / 시장(비올라 데이비스)
- 천국의 속삭임 (KBS) - 펠리체 (시모네 굴리)
- 신의 손(KBS) - 클라라 토마스 (개브리엘 유니언)
- 야마카시 (KBS) - 아이다와 자말의 엄마(아피다 타흐리) / 장관의 비서(레베카 햄튼)
- 아이들의 훈장 (KBS)
- 마이클 클레이튼 (KBS) - 팸(샤론 워싱턴) / 그리어의 아내(줄리 화이트)
- 밴드 비지트 - 어느 악단의 조용한 방문 (KBS) - 이리스(힐라 사르조)
- 터미널 (KBS) - 공항 서점 직원(칼리스 버크) / 안내 방송
- 그레이시 스토리 (KBS) - 마이크 (헌터 슈로더)
- 어거스트 러시 (KBS) - 라일라 친구(보니 매키)
- 판의 미로 - 오필리아와 세 개의 열쇠 (KBS) - 요리사(롤라 게토)
- 죽음의 씨앗 (KBS)
- 부모님이 휴가가던 해 (KBS)
- 사하라 (KBS) - 누콜로(라키 아욜라) / 시스템 음성
- 프리즈 프레임 (KBS) - 메이(레이첼 오리오댄)
- 행복한 날들 (KBS)
- 젤리피쉬 (KBS) - 갈리아 (라닛 벤-야코프)
- 귀향 (KBS) - 솔레의 미장원 손님(마리아 알폰사 로소)
- 낫싱 엘스 (KBS)
- 후크 (KBS) - 리자(로렐 크로닌)
- 빅 피쉬 (KBS) - 어린 에드워드 블룸(페리 월스턴)
- 맹룡과강 (KBS) - 진청화 (묘가수)
- 피막 (KBS) - 상인
- 아이 엠 러브(채널 A) - 에바(다이안 프레리)

### 외화
- 토치우드 (KBS) - 아나운서
- 폴링스카이 (KBS) - 지미(딜런 오서스) / 매기(세라 카터)
- 미티어 (KBS) - 퀴글리 (카밀 첸) / 마이클(지미 핀책) / 마야(티파니 하인즈) / 허슬리(파올라 터베이)
- 호텔 바빌론 (KBS) - 니나 외
- 프라이미벌 - 원시의 습격 (KBS) - 루이스
- 로스트 (KBS) - 나오미(마샤 토머슨) / 새라(줄리 보언) / 일라나(줄레이카 로빈슨)
- 스캔들 (KBS) - 멜리
- 남과 북 (EBS) - 마리아
- 셜록 (KBS) - 샐리
- 닥터 후 (KBS) - 로지타
- 로빈 후드 (KBS) - 자크
- 닥터 포스터 (KBS) - 로스(수시타 제야선데라)
- 변호사 쉬헐크 - 제니퍼 월터스 / 쉬헐크(타티아나 마슬라니)

### 라디오 드라마
라디오 독서실 (KBS 2라디오)
- 2011.04.17 박금산 <귓속의 길> (해설)

KBS 무대 (KBS 한민족 방송)
- 2010.06.26 끝은 희망 (민지)